# Pic de Bonvoisin
Der Pic de Bonvoisin ist ein 3480 m hoher Berg im Écrins-Massiv im französischen Département Savoyen (Region Auvergne-Rhône-Alpes).

## Geografie
Der Berg ist ringsum vergletschert. An seinem Nordhang liegt der Glacier de Bonvoisin, in Osten der Glacier des Bruyères, im Süden der Glacier de Surette und im Westen der Glacier de Jocelme.
An seinem Osthang liegen die höchsten Quellen der Onde, ein rechter Zufluss der Gyronde. 
Der Gipfel markiert die Grenze zwischen Vallouise-Pelvoux und La Chapelle-en-Valgaudémar. 

## Geschichte
Der Gipfel wurde erstmals in den 1860er Jahren erwähnt. Die Erstbesteigung erfolgte am 20. Juli 1935, ein zweiter Aufstieg erst nach dem Zweiten Weltkrieg am 8. September 1945. Der Berg ist weder wirtschaftlich noch touristisch erschlossen. Der Aufstieg ist am einfachsten von Osten her möglich, indem man von Vallouise aus dem Bachlauf des Torrent des Bans folgt. Dort findet sich ein Wanderparkplatz  und vier Kilometer weiter westlich auf 2083 m die Schutzhütte Refuge des Bans. 